# Toloke
Toloke è un villaggio della Collettività d'oltremare francese di Wallis e Futuna, nel regno di Sigave, sull'isola di Futuna, sulla costa occidentale. Secondo il censimento del 21 luglio 2008 il villaggio ha una popolazione di 252 abitanti.

## Società

### Evoluzione demografica
Abitanti censiti